# Frank Bladin
Francis Masson Bladin (Korumburra, 26 de Agosto de 1898 – Melbourne, 2 de Fevereiro de 1978) foi um oficial da Real Força Aérea Australiana (RAAF). Nascido em Vitória, graduou-se no Real Colégio Militar, em Duntroon, em 1920. Bladin foi transferido do Exército para a Força Aérea em 1923, e aprendeu a pilotar na Base aérea de Point Cook. Em 1934, tornou-se comandante do Esquadrão N.º 1. Calmo mas autoritário, foi-lhe dada a alcunha de "Pai" em tributo pela preocupação que demonstrava pelo bem-estar dos seus militares.
Quando a Segunda Guerra Mundial começou, Bladin tinha a patente de Wing Commander, e em Setembro de 1941 já havia sido promovido a Comodoro do Ar. Tornou-se comandante do Comando da Área Noroeste em Março de 1942, depois do primeiro ataque japonês contra a cidade de Darwin, no Território do Norte. Liderando pessoalmente ataques contra alvos em território inimigo, ele foi condecorado com a Estrela de Prata dos Estados Unidos pela sua valentia. Em Julho de 1943, Bladin foi colocado no Grupo N.º 38 da RAF, na Europa, onde foi elevado a Comandante da Ordem do Império Britânico.
Promovido a vice-marechal do ar em 1946, Bladin estava entre um estrito grupo de oficiais da RAAF que ajudaram a remodelar a força aérea no pós-guerra. As suas funções, no final dos anos 40 e inícios de 50 incluíam: Comandante das Forças de Ocupação da Comunidade Britânica no Japão, comandante do Comando da Área Oriental (mais tarde Comando Aéreo), e Membro Aéreo do pessoal da RAAF. Nomeado Companheiro da Ordem do Banho em 1950, viveu a sua reforma a partir de 1953 na sua propriedade rural. Durante muitos anos, foi uma personalidade activa em assuntos relacionados com os veteranos de guerra. Faleceu em 1978 com 79 anos.

## Início de carreia
Frank Bladin nasceu no dia 26 de Agosto de 1898 em Korumburra, Vitória, e foi o filho mais novo do engenheiro Frederick Bladin e da sua mulher Ellen. Estudou na Escola Secundária de Melbourne, e mais tarde juntou-se à Força Imperial Australiana durante a Primeira Guerra Mundial. Estando os seus pais contra essa decisão de Bladin, ele decidiu entrar, em 1917, no Real Colégio Militar em Duntroon. Graduando-se em 1920, Bladin serviu durante os dois anos seguinte no Exército Australiano, incluindo dezasseis meses na Real Artilharia de Campo na Inglaterra. Em Janeiro de 1923, é transferido para a recém-estabelecida Real Força Aérea Australiana como oficial. Passou por um curso de pilotagem em Point Cook, sendo um dos cinco antigos tenentes do exército no curso de pilotagem inaugural da RAAF—os quais deixaram o exército devido à pobre perspectiva de carreia no exército do pós guerra. Um dos colegas de Bladin neste curso foi um graduado de 1919 do Real Colégio Naval Australiano, o sub-tenente Jow Hewitt. Entre 1925 e 1926 Bladin ficou encarregue de administrar os cursos de pilotos da Força Aérea dos Cidadãos na Escola de Treino de Voo N.º 1, em Point Cook. Depois de ser promovido a flight lieutenant, casou-se com Patricia Magennis em Yass, Nova Gales do Sul, no dia 20 de Dezembro de 1927; o casal teve um filho e duas filhas.
Bladin foi colocado na Inglaterra em 1929 para frequentar o Staff College da Real Força Aérea, em Andover, e escreveu um artigo sobre a defesa aérea do império na Royal Air Force Quarterly de 1931, um dos poucos trabalhos escritos produzidos por um oficial da RAAF nos anos antes da Segunda Grande Guerra. Promovido a Squadron Leader, tornou-se comandante do Esquadrão N.º 1, rendendo o Squadron Leader Frank Lukis em Abril 1934. Bladin descobriu que a unidade, que pilotava aviões Westland Wapiti e Hawker Demon a partir da Estação de Laverton, não tinha, nos últimos oito anos, operado longe das condições ideais de operação que tinha na estação. Sendo assim, Bladin decidiu destacar o esquadrão a 300 milhas de distância, em Cootamundra, uma área rural de Nova Gales do Sul, onde ele "pediu emprestado uma porção de terra a um amigo para que os pilotos pudessem realizar treinos e simulações de bombardeamento" durante um período de duas semanas, que começou no final de Novembro de 1935. Depois de completar o seu termo como comandante do esquadrão em Dezembro, Bladin foi nomeado comandante do Esquadrão de Cadetes na Escola de Treino de Voo N.º 1. Ele modificou o curso de treino, prevendo que a RAAF passaria a operar a sua própria unidade de instrução de cadetes, o Colégio da RAAF, o que qual seria criado em 1947. No dia 12 de Março de 1937, foi promovido a wing commander.

## Segunda Guerra Mundial

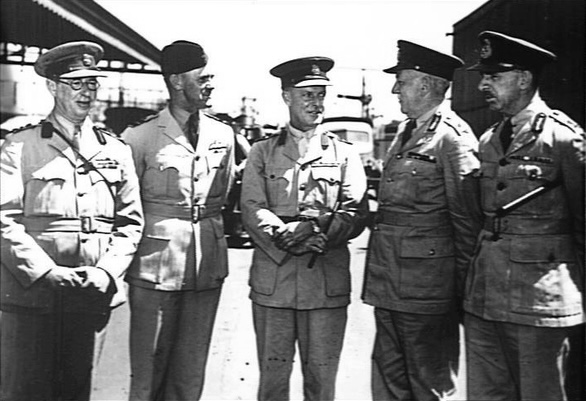
Comodoro do Ar Bladin (segundo a partir da esquerda) com o tenente-general Savige (à esquerda) e os majores-generais Clowes, Cannan e Rowell em Melbourne, em Dezembro de 1941

O primeiro posto de Bladin depois do despoletar da guerra foi o de Director de Operações e Inteligência no quartel-general da RAAF, em Melbourne, em Março de 1940. Promovido a Group Capitain em Junho, tornou-se comandante do Comando da Área do Sul em Agosto de 1941 e, no mês seguinte, subiu de patente para Comodoro do Ar. No dia 1 de Janeiro de 1942, Bladin servia como chefe adjunto da equipa de operações aéreas, com a tarefa de procurar fazer com que as bases aéreas estivessem sempre em prontidão e em realizar os planos estabelecidos pelo Esquema de Treino Aéreo do Império. No dia 25 de Março de 1942, foi nomeado comandante do Comando da Área Noroeste. Colocado em Darwin, o seu papel era o de conduzir a defesa aérea do Estreito de Torres, do Território do Norte e da parte norte da Austrália Ocidental. Ele também teve que restaurar a moral dos seus militares após o bombardeamento de Darwin no dia 19 de Fevereiro, e lidar com a ameaça de uma invasão eminente, tarefas estas dificultadas pelas pobres linhas de comunicação, transporte e sistemas de alerta locais. Dando ordens para se iniciar um treino de combate para todos os militares de terra, Bladin também deu directivas para se construir aeródromos secundários para que pudesse dispersar as suas forças. Ele tornou-se, nas palavras do historiador da força aérea Alan Stephens, "o espectacular comandante de área da RAAF durante a guerra", e distingui-se como o primeiro australiano condecorado pelos Estados Unidos com a Estrela de Prata, pela sua valentia no teatro de operações da guerra do pacífico. Em Junho Bladin liderou pessoalmente um ataque de bombardeiros B-17 Flying Fortress da USAAF nas Índias Orientais Holandesas. Além de destruir maquinaria inimiga no solo e danificar infraestruturas, os bombardeiros aliados conseguiram escapar de um ataque de nove caças japoneses durante o seu regresso à base. A condecoração de Bladin foi recomendada em Setembro, e foi promulgada no Australian Gazette no dia 23 de Novembro de 1944.

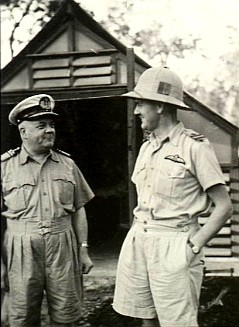
Bladin (à direita) como Comandante do Comando da Área Noroeste, com um oficial naval holandês, em 1943

Em Dezembro de 1942, a força ao dispor de Bladin consistia em sete esquadrões da RAAF que operavam, quase na totalidade, aviões Bristol Beaufighter, P-40 Kittyhawk, Lockheed Hudson e A-31 Vengeance. Esta força foi reforçada por um esquadrão de aviões B-25 Mitchell da Índias Orientais Holandesas e por outro de bombardeiros pesados B-24 Liberator das Forças Aéreas do Exército dos Estados Unidos. À medida que os japoneses continuavam com os ataques aéreos em 1943, Bladin colocou os seus bombardeiros para dentro no continente e os caças mais perto da costa, onde poderiam mais rapidamente interceptar os aviões japoneses. Feito Comandante da Ordem do Império Britânico no dia 1 de Janeiro de 1943, ele organizou ataques aéreos contra bases japonesas em ilhas e contra navios inimigos, ao mesmo tempo que os aliados também combatiam os japoneses. Ele, por vezes, decidia por ele mesmo quais os alvos a atacar, ignorando as directivas do quartel-general ao qual estava subordinado. A 27 de Fevereiro, depois de conseguir ter acesso a uma transmissão rádio por parte do inimigo, lançou um ataque preventivo contra a base japonesa em Penfui, perto de Koepang, no qual destruiu ou danificou vinte e dois bombardeiros que estava destinados a realizar um grande ataque contra a cidade de Darwin. Para ajudar a proteger o norte da Austrália dos ataques aéreos, três esquadrões de caças Spitfire foram transferidos do Reino Unido para a Austrália em 1942, ficando operacionais em Março de 1943 como a Asa de Caça N.º 1. Um grande ataque aéreo contra a cidade de Darwin, no dia 2 de Maio, resultou na destruição de oito aviões Spitfire e outros que foram forçados a aterrar, enquanto, por outro lado, apenas um bombardeiro e cinco caças japoneses foram abatidos. Um comunicado sobre o resultado desta batalha, emitido pelo quartel-general do general Douglas MacArthur, foi apanhado pelos jornais australianos, que de imediato reportaram as "pesadas baixas" dos Spitfire, o que causou ressentimento nas forças de Bladin. Ele queixou-se ao seu superior, o vice-Marechal do ar Bill Bostock, que a "tendência alarmista da imprensa e da rádio estavam a resultar em péssimos efeitos nos pilotos de caças". Ele também ordenou que um ataque com aviões Beaufighter fosse lançado imediatamente; este ataque, liderado pelo comandante de asa Charles Read, contra a base japonesa em Penfui, resultou em quatro aviões japoneses destruídos no solo. O ataque foi feito apenas sob a premissa de que se desconfiava que o ataque que atingiu Darwin havia sido lançado a partir daquela base.
No dia 17 de Junho, sob o comando do Group Captain Clive Caldwell, a Asa de Caça N.º 1 realizou a mais bem sucedida intercepção do Comando da Área Noroeste até à data, tendo abatido quatorze aviões japoneses e danificado outros dez, com a perda de apenas dois Spitfire. O 380º Grupo de Bombardeamento da USAAF, que consistia em quatro esquadrões de bombardeiros Liberator, ficou sob o comando de Bladin no mesmo mês, aumentando a força estratégica do comando. Quando Bladin entregou a chefia do seu Comando da Área ao Vice-Marechal do Ar Adrian Cole, em Julho de 1943, Cole reportou (depois da tomada de posse) que a sua força estava "bem organizada, moralizada e em boa forma". Transferido para a Inglaterra para Oficial Superior do Pessoal do Grupo N.º 38 da RAF, Bladin envolveu-se no treino de tripulações e no planeamento aéreo da Operação Overlord, a invasão aliada da França. Ele voou numa missão no Dia-D, a 6 de Junho de 1944, para levar tropas aerotransportadas até à Normandia, e a sua acção foi mencionada em despachos dois dias depois. Tendo completado o seu serviço pela Segunda Força Aérea Táctica, na França, Bladin regressou à Austrália para se tornar no Vice-chefe do Estado-maior em Outubro de 1944. Em duas ocasiões em Junho de 1945, ele foi considerado para a posição de comandante do Comando da RAAF, a principal formação operacional da força aérea no Sudoeste do Pacífico. Bladin substituiria o vice-Marechal do Ar Bostock, que estava a ser alvo de uma acção disciplinar por se recusar a cumprir as directivas do Quadro Aéreo, o corpo administrativo da RAAF; contudo, o governo australiano decidiu não fazer nenhuma alteração relativamente a estes dois militares.

## Pós-guerra

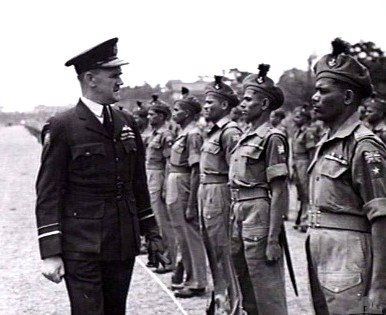
Vice Marechal do Ar Bladin passa a revista a tropas do BCOF, em Tóquio, em Maio de 1947.

A RAF havia feito planos para implantar uma formação aerotransportada no teatro do pacífico, o Grupo N.º 238, e solicitou que Bladin fosse dispensado das suas responsabilidades como vice-chefe do estado-maior para assumir o comando deste grupo; contudo, devido ao cessar das hostilidades em Agosto de 1945, este plano foi cancelado. A sua colocação seguinte foi um Kure, no Japão, em Janeiro de 1946, como chefe de gabinete do tenente-general John Northcott, o comandante das Forças de Ocupação da Comunidade Britânica (BCOF). Northcott havia escolhido Bladin não só devido à sua experiência operacional e de comando na RAAF e na RAF, mas também pelo seu antecedente de ser um graduado de Duntroon, em vez de ter tido uma carreia militar exclusivamente dentro de uma força aérea. Promovido a vice-Marechal do Ar no dia 1 de Março de 1946, ele deixou a sua função para outro graduado de Duntroon, o Vice Marechal do Ar John McCauley, em Junho de 1947. Depois de regressar à Austrália, Bladin foi uma das principais figuras, juntamente com McCauley, Joe Hewitt e Frederick Scherger, a dar forma à nova RAAF do pós-guerra. O comando seguinte que ele liderou foi o da Área de Comando Oriental, que ao longo dos anos iria evoluir e tornar-se no Comando Aéreo da RAAF. O posto de vice-Marechal do Ar de Bladin, no dia 1 de Outubro de 1948, tornou-se permanente. Como comandante da área oriental, ele foi instrumental em organizar a aquisição de um novo local para o seu quartel-general. Posteriormente conhecido como Quartel-general do Comando Operacional, e mais tarde Quartel-general do Comando Aéreo, o local foi comprado em 1949 e tornou-se operacional até ao final do próprio ano. Além de este quartel-general ter uma vista privilegiada das terras circundantes, a propriedade estava a cinco quilómetros da cidade de Penrith e a trinta quilómetros da Base aérea de Richmond, e estava equipado com um túnel que tinha um caminho ferroviário que oferecia "uma completa protecção contra o ataque de uma bomba atómica".

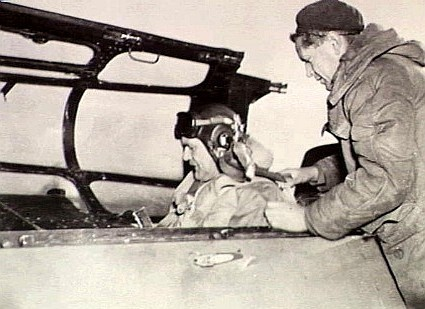
Bladin dentro de um Gloster Meteor durante uma visita na Coreia, em 1951

Bladin tornou-se Membro Aéreo do pessoal da RAAF no dia 24 de Novembro de 1948; esta posição valia-lhe um lugar no Quadro Aéreo, que era composto pelos oficiais mais graduados e importantes da RAAF, e que era presidido pela Chefe do Estado-maior. Ele substituiu Jow Hewitt, e trabalhou para solidificar as inovações da educação e do treino na força aérea que ele havia iniciado anos antes. O Colégio da RAAF foi aberto em Junho de 1949 em Point Cook, providenciando cursos avançados de defesa direccionados aos postos de Squadron Leader e Wing Commander; além disto, começou-se a enviar alunos para instalações de instrução no estrangeiro para potenciar ainda mais as suas capacidades. Em Outubro, Bladin envolveu-se no empurrão para a criação do Esquema de Treino de Equipamento e Administração, que oferecia aprendizagem a pessoal de escritórios e de fornecimento; foi criado dois anos mais tarde. Em Junho de 1950, foi nomeado Companheiro da Ordem do Banho. Em 1951, inspirado por uma iniciativa na educação estatal, ele patrocinou uma mudança na qual os oficiais de educação da RAAF pudessem aumentar as suas qualificações com credenciais de ensino formais. Ao longo do ano seguinte, em resposta à crescente necessidade de tripulações aéreas devido ao compromissão australiano na Emergência Malaia e na Guerra da Coreia, o treino de pilotagem deixou de estar concentrado na Escola de Treino de Voo N.º 1 e passou a estar distribuído em vários cursos: na Escola de Treino de Voo Inicial N.º 1 em Archerfield, Queensland, na Escola de Treino de Voo Básico N.º 1 em Uranquinty, Nova Gales do Sul, e na Escola de Treino de Voo Aplicado N.º 1 (criada a partir da Escola de Treino de Voo N.º 1) em Point Cook.

## Depois da força aérea
Bladin saiu da força aérea no dia 15 de Outubro de 1953, e foi substituído pelo vice-Marechal do Ar Valston Hancock. Pouco tempo depois de sair da força aérea, Bladin doou um troféu homónimo à melhor unidade de aviões Avro Lincoln numa competição de bombardeamento de armamento aéreo. Ele geriu uma quinta de gado, à qual deu o nome de Adastra, em Yass, a norte do Território da Capital Australiana. Entre 1951 e 1954, e novamente entre 1956 e 1969, serviu como tesoureiro do Returned Sailors', Soldiers' and Airmen's Imperial League of Australia, que em 1965 passou a designar-se Returned Services League. No início dos anos 60 Bladin ajudou a angariar fundos para a construção da Capela Memorial de São Paulo no seu antigo colégio, em Duntroon. Bladin faleceu em Melbourne no dia 2 de Fevereiro de 1978, e deixou três filhos. Está sepultado em Spingvale, Vitória.